# Albanië op de Europese kampioenschappen atletiek 2010
Albanië was door twee atleten vertegenwoordigd op de Europese kampioenschappen atletiek 2010.

## Deelnemers
| Onderdeel   | Mannen      | Vrouwen        |
| ----------- | ----------- | -------------- |
| 200 m       |             | Klodiana Shala |
| Verspringen | Admir Bregu |                |

## Resultaten

### Mannen
| Event       | Atleet      | Kwalificatie        | Kwalificatie        | Finale            | Finale            |
| Event       | Atleet      | Resultaat           | Ranking             | Resultaat         | Ranking           |
| ----------- | ----------- | ------------------- | ------------------- | ----------------- | ----------------- |
| Verspringen | Admir Bregu | Geen geldige sprong | Geen geldige sprong | Niet doorgestoten | Niet doorgestoten |

### Women
| Event | Atleet         | Reeksen      | Reeksen      | Halve finale      | Halve finale      | Finale            | Finale            |
| Event | Atleet         | Resultaat    | Ranking      | Resultaat         | Ranking           | Resultaat         | Ranking           |
| ----- | -------------- | ------------ | ------------ | ----------------- | ----------------- | ----------------- | ----------------- |
| 200 m | Klodiana Shala | Niet gestart | Niet gestart | Niet doorgestoten | Niet doorgestoten | Niet doorgestoten | Niet doorgestoten |

Albanië · Andorra · Armenië · Azerbeidzjan · België · Bosnië en Herzegovina · Bulgarije · Cyprus · Denemarken · Duitsland · Estland · Finland · Frankrijk · Georgië · Gibraltar · Griekenland · Groot-Brittannië · Hongarije · Ierland · IJsland · Israël · Italië · Kroatië · Letland · Liechtenstein · Litouwen · Luxemburg · Macedonië · Malta · Moldavië · Monaco · Montenegro · Nederland · Noorwegen · Oekraïne · Oostenrijk · Polen · Portugal · Roemenië · Rusland · San Marino · Servië · Slovenië · Slowakije · Spanje · Tsjechië · Turkije · Wit-Rusland · Zweden · Zwitserland